# Potonico
Potonico è un comune del dipartimento di Chalatenango, in El Salvador.